# Евролига по пляжному футболу 2014
Евролига по пляжному футболу 2014 (EBSL) является ежегодным европейским турниром по пляжному футболу. В соревнованиях участвуют сборные по пляжному футболу, которые играют в течение летних месяцев. Каждый сезон заканчивается Суперфиналом, где и определяется победитель турнира.
В сезоне-2014 участие приняли 12 команд в двух дивизионах, которые на каждом этапе противостояли друг другу по круговой системе. Дивизион A состоял из 12 лучших команд европейского рейтинга BSWW. В дивизион B вошли 12 команд, находящихся в нижней части рейтинга, а также несколько новых команд. Каждый дивизион имеет свои собственные правила и формат конкурса.
Каждая команда Дивизиона A играла в двух предварительных этапах, а Дивизиона B — в одном. Восемь лучших команд Дивизиона A (в том числе победители этапов и страна-хозяйка Испания) получали путёвку в Суперфинал в Торредембарре, Испания, с 14 по 17 августа. Первые семь команд Дивизиона B (в том числе победители этапов), и последняя команда дивизиона A, играли в Промофинале, чтобы получить место в дивизионе A в следующем году.
Этот турнир являлся отборочным на пути к Европейским играм 2015. Шесть лучших команд Дивизиона A и одна лучшая команда Дивизиона B затем принимали участие в Европейских играх 2015 (Азербайджан квалифицировался как страна-организатор).

## Команды участвующие в EBSL
Команды из Дивизиона A соревновались за титул Евролиги по пляжному футболу, а команды из Дивизиона B боролись за право принять участие в Дивизионе A в следующем году.
В связи с отказом от участия в турнире сборной Румынии, их заменила лучшая команда Дивизиона В — Греция. Место Греции заняла команда Казахстана.
| ДИВИЗИОН A | ДИВИЗИОН A | ДИВИЗИОН A |             | ДИВИЗИОН B | ДИВИЗИОН B | ДИВИЗИОН B |
| ---------- | ---------- | ---------- | ----------- | ---------- | ---------- | ---------- |
| Беларусь   | Нидерланды | Россия     | Андорра     | Англия     | Израиль    |            |
| Франция    | Польша     | Испания    | Азербайджан | Эстония    | Молдова    |            |
| Германия   | Португалия | Швейцария  | Болгария    | Казахстан  | Норвегия   |            |
| Италия     | Греция     | Украина    | Чехия       | Венгрия    | Турция     |            |

## Календарь
| Дата          | Город         | Страна  | Этап                    |
| ------------- | ------------- | ------- | ----------------------- |
| 20-22 июня    | Катания       | Италия  | Этап 1                  |
| 27-29 июня    | Сопот         | Польша  | Этап 2                  |
| 11-13 июля    | Москва        | Россия  | Этап 3                  |
| 8-10 августа  | Шиофок        | Венгрия | Этап 4                  |
| 14-17 августа | Торредембарра | Испания | Суперфинал и Промофинал |

## Этап 1 | 20 — 22 Июня | Катанья, Италия

### Участвующие команды
- Беларусь
- Германия
- Италия
- Нидерланды
- Польша
- Россия
- Швейцария
- Франция

### Дивизион A
| Команда выходит в Суперфинал |

| Команда    | И | В | В+ | П | ГЗ | ГП | +/- | О |
| ---------- | - | - | -- | - | -- | -- | --- | - |
| Италия     | 3 | 3 | 0  | 0 | 11 | 5  | +6  | 9 |
| Россия     | 3 | 1 | 0  | 2 | 10 | 8  | +2  | 3 |
| Франция    | 3 | 1 | 0  | 2 | 9  | 12 | −3  | 3 |
| Нидерланды | 3 | 1 | 0  | 2 | 9  | 14 | −5  | 3 |

| Команда   | И | В | В+ | П | ГЗ | ГП | +/- | О |
| --------- | - | - | -- | - | -- | -- | --- | - |
| Швейцария | 3 | 3 | 0  | 0 | 21 | 10 | +11 | 9 |
| Германия  | 3 | 2 | 0  | 1 | 10 | 6  | +4  | 6 |
| Беларусь  | 3 | 1 | 0  | 2 | 11 | 13 | −2  | 3 |
| Польша    | 3 | 0 | 0  | 3 | 6  | 19 | −13 | 0 |

### Расписание и результаты
Время начала всех матчей указано по местному времени Катании (UTC+02:00).
| Польша                                          | 3 : 4           | Беларусь                                      |
| ----------------------------------------------- | --------------- | --------------------------------------------- |
| М. Выдмушек 22′ · Т. Ленарт 24′ · Б. Печник 29′ | Отчёт 1 Отчёт 2 | И. Бриштель 2′, 8′, 14′ · И. Константинов 23′ |

| Италия                                                                     | 6 : 2           | Нидерланды                            |
| -------------------------------------------------------------------------- | --------------- | ------------------------------------- |
| Г. Гори 2′, 24′ · Э. Зурло 5′, 27′ · Ф. Корозинити 13′ · Д. Рамачиотти 30′ | Отчёт 1 Отчёт 2 | Э. ван Ройрен 12′ · М. ван Гессел 18′ |

| Франция                     | 2 : 6           | Россия                                                                                                  |
| --------------------------- | --------------- | --- |
| Д. Самун 11′ · М. Пажис 32′ | Отчёт 1 Отчёт 2 | С. Франсуа 12′ (авт.) · Я. Фишер 22′ (авт.) · Д. Шишин 22′, 33′ (пен.) · А. Шкарин 34′ · А. Макаров 35′ |

| Германия              | 2 : 4           | Швейцария                                        |
| --------------------- | --------------- | ------------------------------------------------ |
| К. Турк 7′ · Олли 30′ | Отчёт 1 Отчёт 2 | М. Мицев 5′ · Н. Отт 12′, 23′ · Д. Станкович 23′ |

| Польша | 0 : 4           | Германия                                                 |
| ------ | --------------- | -------------------------------------------------------- |
|        | Отчёт 1 Отчёт 2 | К. Турк 12′ · С. Вейрау 18′ (пен.), 29′ · К. Биерман 30′ |

| Швейцария                                               | 6 : 5           | Беларусь                                                      |
| ------------------------------------------------------- | --------------- | ------------------------------------------------------------- |
| Д. Станкович 3′, 33′ · С. Леу 8′ · Н. Отт 21′, 23′, 23′ | Отчёт 1 Отчёт 2 | И. Савич 1′, 33′ · И. Бриштель 11′, 29′ · И. Константинов 15′ |

| Россия                                         | 3 : 4           | Нидерланды                                                   |
| ---------------------------------------------- | --------------- | ------------------------------------------------------------ |
| Е. Шайков 2′ · А. Макаров 18′ · Е. Еремеев 30′ | Отчёт 1 Отчёт 2 | М. ван Гессел 6′ · Р. ван Дирен 10′ (пен.), 33′ · П. Акс 34′ |

| Италия                                        | 3 : 2           | Франция                     |
| --------------------------------------------- | --------------- | --------------------------- |
| А. Фрайнетти 6′ · С. Спада 22′ · Э. Зурло 30′ | Отчёт 1 Отчёт 2 | А. Файос 10′ · Д. Самун 34′ |

| Беларусь                       | 2 : 4           | Германия                                                  |
| ------------------------------ | --------------- | --------------------------------------------------------- |
| В. Бокач 24′ · И. Бриштель 27′ | Отчёт 1 Отчёт 2 | А. Ниллер 13′ · Олли 16′ · К. Биерман 20′ · С. Вейрау 22′ |

| Швейцария                                                                                                   | 11 : 3          | Польша                                                        |
| --- | --------------- | ------------------------------------------------------------- |
| С. Леу 2′ · Н. Отт 4′, 10′, 15′, 23′, 27′, 35′ · С. Лутц 10′, 16′ · Д. Станкович 25′ · С. Спаккаротелла 31′ | Отчёт 1 Отчёт 2 | Б. Сагановски 17′ (пен.) · Т. Выдмушек 17′ · П. Фришкемут 33′ |

| Нидерланды                                          | 3 : 5           | Франция                                   |
| --------------------------------------------------- | --------------- | ----------------------------------------- |
| Д. Фонг-Тин-Йон 19′ · Ф. Калевельд 29′ · П. Тош 32′ | Отчёт 1 Отчёт 2 | Д. Самун 11′, 14′, 36′ · Дж. Брю 31′, 34′ |

| Россия       | 1 : 2           | Италия                             |
| ------------ | --------------- | ---------------------------------- |
| Д. Шишин 32′ | Отчёт 1 Отчёт 2 | Ф. Корозинити 32′ · М. Маруччи 36′ |

### Индивидуальные награды
MVP:  Ноэль Отт

Лучший бомбардир:  Ноэль Отт (11 голов)

Лучший вратарь:  Саша Пенке

### Итоговое количество голов за этап
87 голов были забиты, в среднем 7,25 гола за матч.

## Этап 2 | 27 — 29 Июня | Сопот, Польша

### Участвующие команды
- Греция
- Испания
- Нидерланды
- Польша
- Португалия
- Швейцария
- Украина
- Франция

### Дивизион A
| Команда выходит в Суперфинал |

| Команда    | И | В | В+ | П | ГЗ | ГП | +/- | О |
| ---------- | - | - | -- | - | -- | -- | --- | - |
| Португалия | 3 | 3 | 0  | 0 | 19 | 7  | +12 | 9 |
| Греция     | 2 | 1 | 1  | 1 | 9  | 12 | −3  | 5 |
| Польша     | 3 | 1 | 0  | 2 | 14 | 15 | −1  | 3 |
| Нидерланды | 3 | 0 | 0  | 3 | 4  | 13 | −9  | 0 |

| Команда   | И | В | В+ | П | ГЗ | ГП | +/- | О |
| --------- | - | - | -- | - | -- | -- | --- | - |
| Испания   | 3 | 2 | 0  | 1 | 11 | 12 | −1  | 6 |
| Украина   | 3 | 1 | 1  | 1 | 11 | 9  | +2  | 4 |
| Франция   | 3 | 1 | 0  | 2 | 11 | 13 | −2  | 3 |
| Швейцария | 3 | 1 | 0  | 2 | 17 | 16 | +1  | 3 |

### Расписание и результаты
Время начала всех матчей указано по местному времени Сопота (UTC+02:00).
| Швейцария | 3 : 7           | Франция |
| --------- | --------------- | ------- |
|           | Отчёт 1 Отчёт 2 |         |

| Португалия | 3 : 1           | Нидерланды |
| ---------- | --------------- | ---------- |
|            | Отчёт 1 Отчёт 2 |            |

| Испания | 2 : 1           | Украина |
| ------- | --------------- | ------- |
|         | Отчёт 1 Отчёт 2 |         |

| Греция | 4 : 3 (доп. вр.) | Польша |
| ------ | ---------------- | ------ |
|        | Отчёт 1 Отчёт 2  |        |

| Швейцария | 6 : 6 (доп. вр.) | Украина |
| --------- | ---------------- | ------- |
|           | Отчёт 1 Отчёт 2  |         |
| Пенальти  |                  |         |
|           | 1 : 2            |         |

| Португалия | 8 : 0           | Греция |
| ---------- | --------------- | ------ |
|            | Отчёт 1 Отчёт 2 |        |

| Испания | 6 : 3           | Франция |
| ------- | --------------- | ------- |
|         | Отчёт 1 Отчёт 2 |         |

| Польша | 5 : 3           | Нидерланды |
| ------ | --------------- | ---------- |
|        | Отчёт 1 Отчёт 2 |            |

| Украина | 4 : 1           | Франция |
| ------- | --------------- | ------- |
|         | Отчёт 1 Отчёт 2 |         |

| Нидерланды | 1 : 5           | Греция |
| ---------- | --------------- | ------ |
|            | Отчёт 1 Отчёт 2 |        |

| Швейцария | 8 : 3           | Испания |
| --------- | --------------- | ------- |
|           | Отчёт 1 Отчёт 2 |         |

| Польша | 6 : 8           | Португалия |
| ------ | --------------- | ---------- |
|        | Отчёт 1 Отчёт 2 |            |

### Индивидуальные награды
MVP: 

Лучший бомбардир: 

Лучший вратарь:

### Итоговое количество голов за этап
97 голов были забиты, в среднем 8,08 гола за матч.

## Этап 3 | 11 — 13 Июля | Москва, Россия

### Участвующие команды
- Азербайджан
- Беларусь
- Греция
- Испания
- Казахстан
- Молдова
- Россия
- Эстония

### Дивизион A
| Команда выходит в Суперфинал |

| Команда  | И | В | В+ | П | ГЗ | ГП | +/- | О |
| -------- | - | - | -- | - | -- | -- | --- | - |
| Россия   | 3 | 2 | 0  | 1 | 13 | 5  | +8  | 6 |
| Испания  | 3 | 2 | 0  | 1 | 11 | 5  | +6  | 6 |
| Беларусь | 3 | 2 | 0  | 1 | 11 | 11 | ±0  | 6 |
| Греция   | 3 | 0 | 0  | 3 | 5  | 19 | −14 | 0 |

### Дивизион B
| Команда выходит в Промофинал |

| Команда     | И | В | В+ | П | ГЗ | ГП | +/- | О |
| ----------- | - | - | -- | - | -- | -- | --- | - |
| Эстония     | 3 | 2 | 0  | 1 | 11 | 6  | +5  | 6 |
| Азербайджан | 3 | 2 | 0  | 1 | 8  | 5  | +3  | 6 |
| Молдова     | 3 | 1 | 0  | 2 | 10 | 14 | −2  | 3 |
| Казахстан   | 3 | 0 | 1  | 2 | 6  | 10 | −4  | 1 |

### Расписание и результаты
Время начала всех матчей указано по местному времени Москвы (UTC+04:00).
| Эстония | 7 : 3 | Молдова |
| ------- | ----- | ------- |
|         | Отчёт |         |

| Азербайджан | 3 : 1 | Казахстан |
| ----------- | ----- | --------- |
|             | Отчёт |           |

| Испания | 4 : 1           | Беларусь |
| ------- | --------------- | -------- |
|         | Отчёт 1 Отчёт 2 |          |

| Греция | 0 : 7           | Россия |
| ------ | --------------- | ------ |
|        | Отчёт 1 Отчёт 2 |        |

| Эстония | 2 : 1 | Азербайджан |
| ------- | ----- | ----------- |
|         | Отчёт |             |

| Казахстан | 3 : 5 | Молдова |
| --------- | ----- | ------- |
|           | Отчёт |         |

| Испания | 6 : 0           | Греция |
| ------- | --------------- | ------ |
|         | Отчёт 1 Отчёт 2 |        |

| Россия | 2 : 4           | Беларусь |
| ------ | --------------- | -------- |
|        | Отчёт 1 Отчёт 2 |          |

| Молдова | 2 : 4 | Азербайджан |
| ------- | ----- | ----------- |
|         | Отчёт |             |

| Казахстан | 2 : 2 (доп. вр.) | Эстония |
| --------- | ---------------- | ------- |
|           | Отчёт            |         |
| Пенальти  |                  |         |
|           | 3 : 2            |         |

| Беларусь | 6 : 5           | Греция |
| -------- | --------------- | ------ |
|          | Отчёт 1 Отчёт 2 |        |

| Россия | 4 : 1           | Испания |
| ------ | --------------- | ------- |
|        | Отчёт 1 Отчёт 2 |         |

### Индивидуальные награды
MVP:  Алексей Макаров

Лучшие бомбардиры:  Игорь Бриштель и  Алексей Макаров (по 4 гола)

Лучший вратарь:  Дона

### Итоговое количество голов за этап
75 голов были забиты, в среднем 6,25 гола за матч.

## Этап 4 | 8 — 10 Августа | Шиофок, Венгрия

### Участвующие команды
- Австрия
- Англия
- Андорра
- Болгария
- Венгрия
- Германия
- Италия
- Норвегия
- Португалия
- Турция
- Украина
- Чехия

### Дивизион A
| Команда выходит в Суперфинал |

| Команда    | И | В | В+ | П | ГЗ | ГП | +/- | О |
| ---------- | - | - | -- | - | -- | -- | --- | - |
| Украина    | 3 | 2 | 0  | 1 | 13 | 12 | +1  | 6 |
| Португалия | 3 | 1 | 1  | 1 | 13 | 11 | +2  | 4 |
| Италия     | 3 | 0 | 1  | 2 | 13 | 12 | +1  | 2 |
| Германия   | 3 | 0 | 0  | 3 | 12 | 16 | −4  | 1 |

### Дивизион B
| Команда выходит в Промофинал |

| Команда | И | В | В+ | П | ГЗ | ГП | +/- | О |
| ------- | - | - | -- | - | -- | -- | --- | - |
| Венгрия | 3 | 2 | 1  | 0 | 16 | 12 | +4  | 7 |
| Чехия   | 3 | 2 | 0  | 1 | 19 | 10 | +9  | 6 |
| Англия  | 3 | 1 | 0  | 2 | 17 | 16 | +1  | 3 |
| Андорра | 3 | 0 | 0  | 3 | 5  | 19 | −14 | 0 |

| Команда  | И | В | В+ | П | ГЗ | ГП | +/- | О |
| -------- | - | - | -- | - | -- | -- | --- | - |
| Турция   | 3 | 3 | 0  | 0 | 14 | 5  | +9  | 9 |
| Болгария | 3 | 2 | 0  | 1 | 13 | 14 | −1  | 6 |
| Норвегия | 3 | 1 | 0  | 2 | 11 | 13 | −2  | 3 |
| Австрия  | 3 | 0 | 0  | 3 | 9  | 15 | −6  | 0 |

### Расписание и результаты
Время начала всех матчей указано по местному времени Шиофока (UTC+02:00).
| Турция | 5 : 1 | Болгария |
| ------ | ----- | -------- |
|        | Отчёт |          |

| Андорра | 1 : 4 | Венгрия |
| ------- | ----- | ------- |
|         | Отчёт |         |

| Норвегия | 4 : 3   | Австрия |
| -------- | ------- | ------- |
|          | Отчёт 1 |         |

| Чехия | 7 : 3   | Англия |
| ----- | ------- | ------ |
|       | Отчёт 1 |        |

| Италия | 6 : 5 (доп. вр.) | Украина |
| ------ | ---------------- | ------- |
|        | Отчёт 1 Отчёт 2  |         |

| Германия | 2 : 5           | Португалия |
| -------- | --------------- | ---------- |
|          | Отчёт 1 Отчёт 2 |            |

| Турция | 6 : 4 | Норвегия |
| ------ | ----- | -------- |
|        | Отчёт |          |

| Австрия | 6 : 8 | Болгария |
| ------- | ----- | -------- |
|         | Отчёт |          |

| Чехия | 7 : 2   | Андорра |
| ----- | ------- | ------- |
|       | Отчёт 1 |         |

| Италия   | 7 : 7 (доп. вр.) | Германия |
| -------- | ---------------- | -------- |
|          | Отчёт 1 Отчёт 2  |          |
| Пенальти |                  |          |
|          | 1 : 3            |          |

| Венгрия | 7 : 6   | Англия |
| ------- | ------- | ------ |
|         | Отчёт 1 |        |

| Португалия | 3 : 4           | Украина |
| ---------- | --------------- | ------- |
|            | Отчёт 1 Отчёт 2 |         |

| Болгария | 4 : 3 | Норвегия |
| -------- | ----- | -------- |
|          | Отчёт |          |

| Австрия | 0 : 3 | Турция |
| ------- | ----- | ------ |
|         | Отчёт |        |

| Англия | 8 : 2   | Андорра |
| ------ | ------- | ------- |
|        | Отчёт 1 |         |

| Германия | 3 : 4           | Украина |
| -------- | --------------- | ------- |
|          | Отчёт 1 Отчёт 2 |         |

| Венгрия  | 5 : 5 (доп. вр.) | Чехия |
| -------- | ---------------- | ----- |
|          | Отчёт 1          |       |
| Пенальти |                  |       |
|          | 6 : 5            |       |

| Португалия | 5 : 5 (доп. вр.) | Италия |
| ---------- | ---------------- | ------ |
|            | Отчёт 1 Отчёт 2  |        |
| Пенальти   |                  |        |
|            | 3 : 2            |        |

### Индивидуальные награды
MVP:  Роман Пачев

Лучший бомбардир:  Габриэле Гори (9 голов)

Лучший вратарь:  Стефано Спада

### Итоговое количество голов за этап
160 гола были забиты, в среднем 8,89 гола за матч.

## Заработанные очки после четырёх этапов
|  | Команда выходит в Суперфинал                |
|  | Команда участвует в Промофинале Дивизиона B |

| Команда    | И | В | В+ | П | ГЗ | ГП | +/- | О  |
| ---------- | - | - | -- | - | -- | -- | --- | -- |
| Португалия | 6 | 4 | 1  | 1 | 32 | 18 | +14 | 13 |
| Швейцария  | 6 | 4 | 0  | 2 | 38 | 26 | +12 | 12 |
| Испания    | 6 | 4 | 0  | 2 | 22 | 17 | +5  | 12 |
| Италия     | 6 | 3 | 1  | 2 | 29 | 22 | +7  | 11 |
| Украина    | 6 | 3 | 1  | 2 | 24 | 21 | +3  | 11 |
| Россия     | 6 | 3 | 0  | 3 | 23 | 13 | +10 | 9  |
| Беларусь   | 6 | 3 | 0  | 3 | 22 | 24 | -2  | 9  |
| Германия   | 6 | 2 | 1  | 3 | 22 | 22 | 0   | 7  |
| Франция    | 6 | 2 | 0  | 4 | 20 | 25 | -5  | 6  |
| Греция     | 6 | 1 | 1  | 4 | 14 | 31 | -17 | 5  |
| Нидерланды | 6 | 1 | 0  | 5 | 14 | 27 | -13 | 3  |
| Польша     | 6 | 1 | 0  | 5 | 20 | 34 | -14 | 3  |

| Команда     | И | В | В+ | П | ГЗ | ГП | +/- | О |
| ----------- | - | - | -- | - | -- | -- | --- | - |
| Турция      | 3 | 3 | 0  | 0 | 14 | 5  | +9  | 9 |
| Венгрия     | 3 | 2 | 1  | 0 | 16 | 12 | +4  | 7 |
| Чехия       | 3 | 2 | 0  | 1 | 19 | 10 | +9  | 6 |
| Эстония     | 3 | 2 | 0  | 1 | 11 | 6  | +5  | 6 |
| Азербайджан | 3 | 2 | 0  | 1 | 8  | 5  | +3  | 6 |
| Болгария    | 3 | 2 | 0  | 1 | 13 | 14 | −1  | 6 |
| Англия      | 3 | 1 | 0  | 2 | 17 | 16 | +1  | 3 |
| Норвегия    | 3 | 1 | 0  | 2 | 11 | 13 | −2  | 3 |
| Молдова     | 3 | 1 | 0  | 2 | 10 | 14 | −4  | 3 |
| Казахстан   | 3 | 0 | 1  | 2 | 6  | 10 | −4  | 1 |
| Австрия     | 3 | 0 | 0  | 3 | 9  | 15 | −6  | 0 |
| Андорра     | 3 | 0 | 0  | 3 | 5  | 19 | −14 | 0 |

## Суперфинал и Промофинал | 14 — 17 Августа | Торредембарра, Испания

### Суперфинал и Промофинал Дивизионы
Команды из Дивизиона A будут соревноваться за титул Евролиги по пляжному футболу, а команды из Дивизиона B будут соревноваться за право принять участие в Дивизионе A в следующем году. Так же шесть лучших команд Дивизион A и одна лучшая команда Дивизиона B примут участие в Европейских играх 2015.
| ДИВИЗИОН A (Суперфинал) | ДИВИЗИОН A (Суперфинал) |             | ДИВИЗИОН B (Промофинал) | ДИВИЗИОН B (Промофинал) |
| ----------------------- | ----------------------- | ----------- | ----------------------- | ----------------------- |
| Португалия              | Швейцария               | Польша      | Турция                  |                         |
| Италия                  | Испания                 | Чехия       | Венгрия                 |                         |
| Россия                  | Украина                 | Азербайджан | Эстония                 |                         |
| Беларусь                | Германия                | Болгария    | Англия                  |                         |

### Дивизион A (Суперфинал)
| Команда играет в финале Суперфинала |

| Команда    | И | В | В+ | П | ГЗ | ГП | +/- | О |
| ---------- | - | - | -- | - | -- | -- | --- | - |
| Россия     | 3 | 2 | 0  | 1 | 22 | 15 | +7  | 6 |
| Португалия | 3 | 2 | 0  | 1 | 17 | 14 | +3  | 6 |
| Италия     | 3 | 2 | 0  | 1 | 6  | 13 | −3  | 6 |
| Беларусь   | 3 | 0 | 0  | 3 | 4  | 11 | −7  | 0 |

| Команда   | И | В | В+ | П | ГЗ | ГП | +/- | О |
| --------- | - | - | -- | - | -- | -- | --- | - |
| Испания   | 3 | 3 | 0  | 0 | 22 | 10 | +12 | 9 |
| Швейцария | 3 | 2 | 0  | 1 | 14 | 11 | +3  | 6 |
| Украина   | 3 | 1 | 0  | 2 | 15 | 13 | +2  | 3 |
| Германия  | 3 | 0 | 0  | 3 | 2  | 19 | −17 | 0 |

### Расписание и результаты
Время начала всех матчей указано по местному времени Торредембарра (UTC+02:00).

#### Круговая система
| Германия | 0 : 7           | Швейцария |
| -------- | --------------- | --------- |
|          | Отчёт 1 Отчёт 2 |           |

| Беларусь | 1 : 3           | Португалия |
| -------- | --------------- | ---------- |
|          | Отчёт 1 Отчёт 2 |            |

| Италия | 2 : 9           | Россия |
| ------ | --------------- | ------ |
|        | Отчёт 1 Отчёт 2 |        |

| Испания | 8 : 6           | Украина |
| ------- | --------------- | ------- |
|         | Отчёт 1 Отчёт 2 |         |

| Италия | 2 : 1           | Беларусь |
| ------ | --------------- | -------- |
|        | Отчёт 1 Отчёт 2 |          |

| Швейцария | 5 : 3           | Украина |
| --------- | --------------- | ------- |
|           | Отчёт 1 Отчёт 2 |         |

| Португалия | 11 : 7          | Россия |
| ---------- | --------------- | ------ |
|            | Отчёт 1 Отчёт 2 |        |

| Испания | 6 : 2           | Германия |
| ------- | --------------- | -------- |
|         | Отчёт 1 Отчёт 2 |          |

| Украина | 6 : 0           | Германия |
| ------- | --------------- | -------- |
|         | Отчёт 1 Отчёт 2 |          |

| Португалия | 3 : 6           | Италия |
| ---------- | --------------- | ------ |
|            | Отчёт 1 Отчёт 2 |        |

| Россия | 6 : 2           | Беларусь |
| ------ | --------------- | -------- |
|        | Отчёт 1 Отчёт 2 |          |

| Швейцария | 2 : 8           | Испания |
| --------- | --------------- | ------- |
|           | Отчёт 1 Отчёт 2 |         |

#### Матч за 7-е место
| Беларусь | 3 : 3 (доп. вр.) | Германия |
| -------- | ---------------- | -------- |
|          | Отчёт 1 Отчёт 2  |          |
| Пенальти |                  |          |
|          | 9 : 8            |          |

#### Матч за 5-е место
| Украина  | 2 : 2 (доп. вр.) | Италия |
| -------- | ---------------- | ------ |
|          | Отчёт 1 Отчёт 2  |        |
| Пенальти |                  |        |
|          | 4 : 5            |        |

#### Матч за 3-е место
| Португалия | 6 : 2           | Швейцария |
| ---------- | --------------- | --------- |
|            | Отчёт 1 Отчёт 2 |           |

#### Чемпионский финальный матч
| Россия | 4 : 3           | Испания |
| ------ | --------------- | ------- |
|        | Отчёт 1 Отчёт 2 |         |

### Индивидуальные награды
MVP:  Ноэль Отт

Лучшие бомбардиры:  Анатолий Перемитин и  Льоренц (по 8 голов)

Лучший вратарь:  Дона

### Итоговое положение команд Суперфинала
| Место | Команда    |
| ----- | ---------- |
| 1     | Россия     |
| 2     | Испания    |
| 3     | Португалия |
| 4     | Швейцария  |
| 5     | Италия     |
| 6     | Украина    |
| 7     | Беларусь   |
| 8     | Германия   |

### Дивизион B (Промофинал)
| Команда играет в финале Промофинала |

| Команда     | И | В | В+ | П | ГЗ | ГП | +/- | О |
| ----------- | - | - | -- | - | -- | -- | --- | - |
| Польша      | 3 | 3 | 0  | 0 | 16 | 2  | +14 | 9 |
| Азербайджан | 3 | 2 | 0  | 1 | 14 | 10 | +4  | 3 |
| Чехия       | 3 | 0 | 1  | 2 | 6  | 12 | −6  | 2 |
| Болгария    | 3 | 0 | 0  | 3 | 4  | 16 | −12 | 0 |

| Команда | И | В | В+ | П | ГЗ | ГП | +/- | О |
| ------- | - | - | -- | - | -- | -- | --- | - |
| Венгрия | 3 | 2 | 0  | 1 | 11 | 7  | +4  | 6 |
| Турция  | 3 | 2 | 0  | 1 | 9  | 9  | ±0  | 6 |
| Англия  | 3 | 1 | 1  | 1 | 12 | 10 | +2  | 5 |
| Эстония | 3 | 0 | 0  | 3 | 3  | 9  | −6  | 0 |

### Расписание и результаты
Время начала всех матчей указано по местному времени Торредембарра (UTC+02:00).

#### Круговая система
| Чехия | 2 : 6 | Азербайджан |
| ----- | ----- | ----------- |
|       | Отчёт |             |

| Болгария | 0 : 6 | Польша |
| -------- | ----- | ------ |
|          | Отчёт |        |

| Венгрия | 1 : 0 | Эстония |
| ------- | ----- | ------- |
|         | Отчёт |         |

| Турция | 4 : 2 | Англия |
| ------ | ----- | ------ |
|        | Отчёт |        |

| Чехия | 3 : 2 (доп. вр.) | Болгария |
| ----- | ---------------- | -------- |
|       | Отчёт            |          |

| Польша | 6 : 1 | Азербайджан |
| ------ | ----- | ----------- |
|        | Отчёт |             |

| Турция | 3 : 1 | Эстония |
| ------ | ----- | ------- |
|        | Отчёт |         |

| Венгрия | 4 : 5 (доп. вр.) | Англия |
| ------- | ---------------- | ------ |
|         | Отчёт            |        |

| Эстония | 2 : 5 | Англия |
| ------- | ----- | ------ |
|         | Отчёт |        |

| Азербайджан | 7 : 2 | Болгария |
| ----------- | ----- | -------- |
|             | Отчёт |          |

| Турция | 2 : 6 | Венгрия |
| ------ | ----- | ------- |
|        | Отчёт |         |

| Польша | 4 : 1 | Чехия |
| ------ | ----- | ----- |
|        | Отчёт |       |

#### Матч за 7-е место
| Болгария | 5 : 4 | Эстония |
| -------- | ----- | ------- |
|          | Отчёт |         |

#### Матч за 5-е место
| Англия | 4 : 6 | Чехия |
| ------ | ----- | ----- |
|        | Отчёт |       |

#### Матч за 3-е место
| Азербайджан | 5 : 3 | Турция |
| ----------- | ----- | ------ |
|             | Отчёт |        |

#### Промофинальный матч
| Венгрия | 6 : 4 | Польша |
| ------- | ----- | ------ |
|         | Отчёт |        |

### Индивидуальные награды
- MVP:
- Лучший бомбардир:
- Лучший вратарь:

### Итоговое положение команд Промофинала
| Место | Команда     |
| ----- | ----------- |
| 1     | Венгрия     |
| 2     | Польша      |
| 3     | Азербайджан |
| 4     | Турция      |
| 5     | Чехия       |
| 6     | Англия      |
| 7     | Болгария    |
| 8     | Эстония     |